# Apple Design Awards
 (décembre 2016).
Si vous disposez d'ouvrages ou d'articles de référence ou si vous connaissez des sites web de qualité traitant du thème abordé ici, merci de compléter l'article en donnant les références utiles à sa vérifiabilité et en les liant à la section « Notes et références ».
Le Apple Design Awards (ADA) est un événement spécial organisé par Apple lors de la WWDC. L'événement a pour but de récompenser les applications iOS et macOS les plus innovantes par des développeurs indépendants, ainsi que les utilisations les plus créatives des produits Apple.

## Vainqueurs

### 2020
- Shapr 3D, de Shapr 3D ZRT (Hongrie) - iPad
- Looom développé par iorama.studio - iPad
- StaffPad, de StaffPad Ltd (Londres) - iPad
- Darkroom, de Bergen Co (Los Angeles) - iPhone et iPad
- Sayonara Wild Hearts, de Simogo/Annapurna Interactive (Suède/Los Angeles) - iPhone, iPad, Mac, et Apple TV
- Song of Bloom, de Philipp Stollenmayer (Allemagne) - iPhone et iPad
- Where Cards Fall, de The Game Band/Snowman (Los Angeles/Toronto) - iPhone, iPad, Mac, et Apple TV
- Sky: Children of the Light, de Thatgamecompany - iPhone et iPad

### 2021
- Toca Life World, de Toca Boca AB (Suède) - iPhone et iPad
- LumaFusion, de LumaTouch LLC (Etats-Unis) - iPhone et iPad
- Craft, de Luki Labs Limited Inc. (Royaume-Uni) - iPhone, iPad et Mac
- DAZN, de DAZN Group Ltd. (Royaume-Uni) - iPhone, iPad, et Apple TV
- Carrot Weather, de Grailr LLC (Etats-Unis) - iPhone, iPad et Apple Watch
- League of Legends: Wild Rift, de Riot Games (Etats-Unis) - iPhone et iPad
- MARVEL Future Revolution, de Netmarble Corp. (Corée du Sud) - iPhone et iPad
- Myst, de Cyan Worlds (Etats-Unis) - Mac
- Space Marshals 3, de Pixelbite Games (Suède) - iPhone, iPad, et Apple TV
- Fantasian, de Mistwalker Corporation (Japon) - iPhone, iPad, Mac, et Apple TV
- Among Us!, de Innersloth LLC (Etats-Unis) - iPhone et iPad
- Bumble, de Bumble Inc (Etats-Unis) - iPhone
- Canva, de Canva Pty Ltd. (Australie) - iPhone, iPad et Mac
- EatOkra, de Anthony Edwards Jr. et Janique Edwards EatOkra (Etats-Unis) - iPhone et iPad
- Peanut, de Peanut App Limited (Royaume-Uni) - iPhone et iPad

### 2022
- Procreate, de Savage Interactive (Australie) - iPad
- Wylde Flowers, de Studio Drydock (Australie) - iPhone, iPad, Mac, et Apple TV
- (Not Boring) Habits, de Andy Works LLC (Etats-Unis) - iPhone et iPad
- Overboard!, de inkle (Royaume-Uni) - iPhone et iPad
- Slopes, de Breakpoint Studio (Etats-Unis) - iPhone, iPad, Apple Watch, iMessage
- A Musical Story, de Glee-Cheese Studio (France) - iPhone et iPad
- Rebel Girls, de Rebel Girls Inc. (Etats-Unis) - iPhone et iPad
- Gibbon: Beyond the Trees, de Broken Rules (Autriche) - iPhone, iPad, Mac, et Apple TV
- Halide Mark II, de Lux Optics (Etats-Unis) - iPhone, iPad et Apple Watch
- LEGO Star Wars: Castaways, de Gameloft (Canada) - iPhone, iPad, Mac, et Apple TV
- Odio, de Volst (Pays-Bas) - iPhone et iPad
- MARVEL Future Revolution, de Netmarble Corp. (Corée du Sud) - iPhone et iPad